# WCAX-TV
WCAX-TV est une station de télévision américaine de langue anglaise affiliée au réseau CBS située à Burlington dans l'état du Vermont appartenant à Gray Television. Elle diffuse à partir du Mont Mansfield sur le canal UHF 20 (virtuel 3.1) d'une puissance de 423 kW et dessert le grand marché de Burlington (au Vermont), Plattsburgh (dans l'État de New York) et étend son signal au sud du Québec, visant Montréal. Ses studios sont situés sur Joy Drive à South Burlington au Vermont. Elle diffuse aussi des sous-canaux affiliés à Movies!, Circle, Start TV, et Ion Television.

## Historique
WCAX a été la première station de télé dans l'état des Montagnes Vertes qui est entré en ondes le 26 septembre 1954 sous les lettres d'appel WMVT et appartenant à C.P. Hasbrook qui possédait la radio WCAX 620 AM. Les lettres d'appels ont changé pour WCAX-TV l'année suivante afin d'être identiques à celles de la radio. WCAX est affilié au réseau CBS depuis sa création.
En mai 2017, la station a été vendue à Gray Television.

## Substitution de canal au Québec
Le marché Montréalais étant beaucoup plus grand que son marché américain, rejoignant ce marché par antenne et étant distribué sur le câble presque partout au Québec, WCAX compte sur les revenus publicitaires du marché Montréalais. Malheureusement, WCAX est victime de la pratique de substitution simultanée par les stations locales Montréalaises sur le câble. Lorsqu'une même émission et même épisode diffusée sur WCAX est diffusée en même temps sur les chaînes locales anglophones CFCF (CTV), CKMI (Global) ou CJNT (Citytv), le signal de la station Montréalaise est placé par-dessus celui de WCAX, remplaçant les publicités et les promos. Étant donné la quantité d'émissions en réseau sur CBS, la station ne peut rien faire puisque les émissions réseaux sont achetés individuellement par les réseaux canadiens de langue anglaise.

## Émissions locales
WCAX produit depuis sa création l'émission de 20 minutes Across the Fence en association avec le University of Vermont Extension Service ainsi que l'émission hebdomadaire d'affaires publiques de 30 minutes You Can Quote Me. La diffusion d'émissions sportives trouve également une place dans la grille horaire. Une entente avec les Catamounts du Vermont permet de diffuser plusieurs matchs de hockey.

## Télévision numérique terrestre
| Canal virtuel | Image | Ratio | Programmation                          |
| ------------- | ----- | ----- | -------------------------------------- |
| 3.1           | 1080i | 16:9  | Programmation principale WCAX / CBS HD |
| 3.2           | 480i  | 16:9  | Movies!                                |
| 3.3           | 480i  | 16:9  | Heroes & Icons (en)                    |
| 3.4           | 480i  | 16:9  | Start TV (en)                          |
| 3.5           | 480i  | 16:9  | Ion Television                         |
| 3.6           | 480i  | 16:9  | 3 News Now                             |
| 3.7           | 480i  | 16:9  | Shop LC (en)                           |

La station a commencé à diffuser en numérique et en haute définition à partir du 25 octobre 2006 au canal UHF 53. Le 17 février 2009, l'antenne analogique au canal VHF 3 a été éteint et le signal numérique a été déplacé au canal UHF 22, l'ancienne position analogique de WVNY (ABC Burlington) mais affiche le canal virtuel 3.1.
Depuis le passage à la haute définition, WCAX a créé WCAXtra, un sous-canal numérique météo 24 heures sur 24 qui diffuse aussi des mises à jour de nouvelles, un bulletin de nouvelles de 30 minutes à 22 h ainsi que 3 heures par semaine d'émissions pour enfants afin de remplir ses conditions de licence. WCAXtra était aussi utilisé pour diffuser quelques événements sportifs en direct tel que le golf, basketball et tennis, ainsi que les fins de semaine pour le bulletin de nouvelles lorsque les sports sur CBS dépassent les bulletins de 18 h ou 23 h.
Le 30 avril 2015 à 14 h, le canal météo est abandonné et sous-canal numérique s'affilie à Movies!, qui diffuse des films sans coupure de scènes et conserve le ratio 16:9 original, mais avec des pauses publicitaires.
Le sous-canal numérique 3.3 affilié à Ion Television a été ajouté le 7 février 2017.
Le sous-canal numérique 3.4 affilié à Start TV a été ajouté le 1er mars 2019.
L'émetteur numérique de la station est passé du canal 22 au canal 20 le 24 octobre 2019. Un incendie est déclaré un mois plus tard sur la tour de transmission partagée avec WPTZ. Endommagée, une équipe a installé des antennes temporaires sur la tour de WFFF pour les deux stations pour la durée de la saison hivernale, et réparée au printemps.
Le 1er janvier 2020, l'affilié Ion Television est déplacé au 3.5 et alors que la nouvelle chaîne de Grey Television, Circle, prend la position 3.3. Une chaîne de nouvelles locale, 3 News Now, est ajouté en septembre 2021, puis This TV début avril 2022 et remplacé en mai 2024 par une chaîne de télé-achats.

## Nouvelles
WCAX produit des bulletins de nouvelles tous les jours de la semaine de 5 h à 7 h, de 12 h à 12 h 10, 17 h à 19 h, et de 23 h à 23 h 35. La fin de semaine de 18 h à 18 h 30 et de 23 h à 23 h 30. Les nouvelles sont orientées vers le Vermont, contrairement à son compétiteur WPTZ (NBC) qui se concentre sur le Lac Champlain à Plattsburgh. Les nouvelles sont produites en haute définition depuis le 23 juin 2009.